# Стеаринова киселина
Стеариновата киселина, наричана още октадеканова киселина, е една от многото полезни наситени мастни киселини, които идват от животински и растителни мазнини и масла. Химичната ѝ формула е С17Н35COOH. Солите и естерите на стеариновата киселина се наричат стеарати. Като естер, стеаринова киселина е една от най-често срещаните наситени мастни киселини в природата.

## Етимология
Името ѝ идва от гръцката дума στέαρ (стеар), която означава „тлъстина“.

## Получаване и употреба
Стеариновата киселина се получава, след като животинската мазнина се подлага на действието на вода при високо налягане и температура. Тя може да се получи и при хидриране на растителни масла. Стеариновата киселина се използва като съставна част на свещи, сапуни и козметични средства, както и за омекотяване на гуми.

## Физични свойства
- Молекулно тегло: 284,48 amu (единица за атомна маса)
- Точка на кипене: 361 °C
- Точка на топене: 69,6 °C